# Pánfilo Escobar
Pánfilo Eugenio Escobar Amarilla (Luque, 7 de setembro de 1974) é um futebolista paraguaio que atua como defensor. Seu atual time é o River Plate de Assunção.

## Carreira em clubes
Por clubes, Escobar jogou por Guaraní (onde iniciou a carreira em 2000), Sportivo Luqueño, Nacional (PAR) (duas passagens), Blooming (Bolívia, por empréstimo), General Caballero, Deportes Quindío (Colômbia), Técnico Universitario (Equador), Sportivo Trinidense, General Díaz e River Plate de Assunção, onde atua desde 2011.

## Seleção
Escobar disputou apenas três partidas pela Seleção Paraguaia de Futebol, todas em 2001, mesmo ano em que foi convocado para a Copa América, sua única competição por seleções.